# The Associates
The Associates foi uma banda escocesa de pós-punk do início da década de 1980. Billy Mackenzie, o vocalista, era a figura central da banda, com uma voz bastante característica. Ele cometeu suicídio em 1997, logo após a morte de sua mãe.

## Membros
- Billy Mackenzie - Vocalista
- Alan Rankine - Guitarras & teclados
- Michael Dempsey - Baixo, anteriormente nos The Cure[3]
- John Murphy, depois entraria nos SPK e Death In June, era o baterista em 1981.
- Steve Goulding, anteriormente nos Graham Parker e the Rumour e depois nos Mekons, foi baterista dos Associates em 1982. Também tocou bateria no single dos The Cure "Let's Go to Bed".
- Howard Hughes era um velho amigo de Billy Mackenzie e tocou teclados nos seus álbuns mais recenters Perhaps, The Glamour Chase and Wild And Lonely.
- Steve Reid era um velho amigo de Billy Mackenzie e tocou guitarra no Perhaps.
- Roberto Soave - Baixista que actuou ao vivo com a banda depois da partida de Michael Dempsey, que também tocou na banda Shelleyan Orphan no álbum "Humroot" e ao vivo com os The Cure enquanto Simon Gallup esteve doente; mais tarde tocou nos Presence e Babacar
- Moritz Von Oswald - bateria no Glamour Chase e Wild and Lonely
- Anne Dudley dos Art of Noise - Cordas no Wild and Lonely.
- Martha Ladly - Teclados e voz no Sulk, anteriormente dos Martha and the Muffins.
- Robert Smith - Vozes de apoio na 'The Affectionate Punch', o vocalista dos Cure que também tinha assinado pela Fiction Records na altura.
- Jim Russell - Bateria

### Álbuns e compilações
- The Affectionate Punch (Fiction, 1980)
- Fourth Drawer Down (Situation Two, 1981)
- Sulk (WEA, 1982)
- The Affectionate Punch (Remixed) (Fiction, 1982)
- Perhaps (WEA, 1985)
- The Glamour Chase (WEA, 1988) - but unreleased until 2003
- Wild And Lonely (circa 1990)
- Popera (WEA East West, 1990)
- The Radio 1 Sessions (Nighttracks, 1994)
- Double Hipness (V2, 2000)
- Radio 1 Sessions Volume 1;1981-83 (Strange Fruit, 2003)
- Radio 1 Sessions Volume 2;1984-85  (Strange Fruit, 2003)
- Singles (Warners, 2004)